# إل روبليدو (سيوداد ريال)
بلدية إل روبليدو (بالإسبانية: El Robledo)‏، هي إحدى بلديات مقاطعة سيوداد ريال إحدى مقاطعات إسبانيا، والتي تقع في منطقة قشتالة لا منتشا وسط إسبانيا.
يبلغ عدد سكانها 1.183 نسمة وفقاً لإحصائية سنة (2007).